# 심즈 (비디오 게임)
《심즈》(영어: The Sims)는 맥시스에서 제작하고 윌 라이트가 디자인을 맡은 세계 최초의 생활 시뮬레이션 게임이다.
2000년 2월 4일에 발매된 이후 1,600만 장 이상이 판매되어 PC 게임 중 세계적으로 제일 많은 판매고를 올린 게임으로 기록되었다. 총 일곱 개의 확장판이 발매되었으며, PC 버전 외에도 플레이스테이션, 엑스박스, 게임큐브 등의 콘솔 버전으로도 개발되었다. 온라인 버전 《심즈 온라인》으로도 제작되었으며, 2004년에는 후속작 《심즈 2》가 출시되었다. 그리고 그에 이어 《심즈 3》가 2009년에 출시되었고 《심즈 4》가 2014년 9월 2일 출시되었다.

## 게임 플레이

### 게임의 시작
심즈를 시작할 때 게임에서 미리 제공되는 캐릭터들 뿐만 아니라 새롭게 심즈를 플레이어의 조작을 통해 만들어 낼 수 있다. 심을 만드는 것은 가족을 만드는 것으로 구성되어 있는 총 8명으로 제한되어 있다. 플레이어는 이름과 임의의 전기를 쓸 수 있고, 남/녀 성과 흑인/황인/백인 인종과, 어린이/어른 나이 중 각각 하나 씩을 고를 수 있다. 심의 성격은 5개의 특성으로 되어있는데 취향에 맞게 분배할 수 있다. 또한 머리와 바디를 자유롭게 선택할 수 있다. 플레이어는 한번 부지로 옮기면 다시 한번 심의 얼굴이나 이름, 성격 등을 바꿀 수 없다.
각각의 가족이 얼마나 있는지 상관없이 시작하는 가족에게 동일한 20,000 시몰레온을 제공하며 이 돈으로 주택이나 빈 부지를 구입해 집을 짓거나 개조하고, 가구들을 구입해야 한다. 모든 건축 재료와 가구들은 타일에 맞게 제작되었고 90도로 돌리면서 놓을 수 있지만 대각선으로는 두지 못한다. 벽과 울타리는 사각형 가장자리에 대각선을 만들 수 있는데 그 곳에는 심이나 가구를 옮길 수 없다. 게임에는 150가지가 넘는 건축 소재들과 가구들을 구입 할 수 있다.

## 확장팩
- 《별난 세상》(Livin' Large)
- 《신나는 파티》(House Party)
- 《두근두근 데이트》(Hot Date)
- 《지금은 휴가중》(Vacation)
- 《멍멍이와 야옹이》(Unleashed)
- 《슈퍼스타》(Superstar)
- 《수리수리 마수리》(Makin' Magic)

## 평가
| 통합 점수  | 통합 점수                                           |
| 통합사     | 점수                                                |
| ---------- | --------------------------------------------------- |
| 게임랭킹스 | (PC) 89.74% (PS2) 81.05% (Xbox) 81.53% (GCN) 85.80% |
| 메타크리틱 | (PC) 92/100 (PS2) 83/100 (Xbox) 84/100 (GCN) 85/100 |
| 평론 점수  |                                                     |
| 평론사     | 점수                                                |
| 올게임     | [ 10 ]                                              |
| 게임프로   | [ 11 ]                                              |
| 게임스팟   | 9.1/10                                              |
| IGN        | 9.5/10                                              |
| ActionTrip | 9.0/10                                              |

| 수상                          | 수상             |
| 평론사                        | 수상             |
| ----------------------------- | ---------------- |
| GameSpot                      | Game of the Year |
| Game Developers Choice Awards | Game of the Year |
| IGN                           | Best Simulation  |

## 같이 보기
윌 라이트는 심앤트에서 심즈의 영감을 받았다고 한다.
- 심즈 4
- 심즈 3
- 심즈 2
- 세컨드 라이프